# NK Croatia TG Kongora
NK Croatia TG je bivši bosanskohercegovački nogometni klub iz Kongore, Tomislavgrad.

## Povijest
Klub je osnovan prije 2006. godine. Sredinom 2000-ih igrali su u Međužupanijskoj ligi HBŽ i ZHŽ koju su osvojili u sezoni 2006./07.